# Ludvig Israel Brandes
Ludvig Israel Brandes (født 26. oktober 1821 i København, død 17. september 1894 sammesteds) var en dansk læge, filantrop og pioner i den tidlige socialmedicin.
Han tog lægeeksamen i 1845, hvorpå han uddannede sig såvel i udlandet som på Almindeligt Hospital i København. 
Efter endt uddannelse sendte hans fader ham på en rejse til Paris i 1845-46, hvor han besøgte La Créche (Krybben), en vuggestue. Det inspirerede ham til at åbne tilsvarende i Store Kongensgade i København 1848. I 1848 deltog han tillige i 1. Slesvigske krig som underlæge. 
I 1848 tog han licentiat- og senere samme år doktorgraden. Han fortsatte sin uddannelse som reservemedikus på Almindeligt Hospital og Frederiks Hospital og blev derpå i 1863, efter i nogle år at have været distriktslæge i København, da Kommunehospitalet oprettedes, overlæge på Almindeligt Hospitals 1. afdeling og Lemmestiftelse.
Brandes skrev dels forskellige mindre afhandlinger og dels en stor håndbog i intern medicin, De Indvortes Sygdomme, i 4 bind (udkommet 1859-66), men af langt større betydning end hans medicinsk-videnskabelige arbejder var hans virksomhed i filantropisk retning. 
Indenfor filantropi fik hans indsats i Sygekassebevægelsen stor betydning. Desuden må man fremhæve hans engagement i kampen mod alkoholmisbrug ("drikfældighed") og oprettelsen af alderdomskasser. Selv anså han oprettelsen af Københavns Sygehjem i 1858 for at være sit mest betydningsfulde bidrag til eftertiden.

## Barndom og opvækst
Brandes blev født og voksede op i en jødisk familie. Faderen Joel Israel Brandes var en forholdsvis velhavende klædehandler, der støttede sønnen i sin uddannelse og betalte hans første rejse til Paris i 1845-46.  Brandes moder Emilie Frænckel havde to sønner fra et tidligere ægteskab, hvoraf den ene Hermann Cohen-Brandes blev fader til den berømte Georg Brandes.
Brandes blev student i 1839 og studerede medicin ved Københavns universitet 1840-45. Han skrev under studiet en prisopgave, som han fik meget ros for af H. C. Ørsted,  Daniel Frederik Eschricht og Johann Georg Forchhammer, som var censorer på opgaven. Han var desuden aktiv i Studentersamfundet og skrev anonymt en systemkritisk artikel til Ugeskrift for Læger, da det blev opløst i 1844. Han var studiekammerat og ven med Peter Ludvig Panum. Venskabet med Panum holdt ved livet igennem. 

## Betydning for sygekassebevægelsen
I 1854 rejste Brandes til Paris og studerede her de franske sygekasser. Siden middelalderen havde man i Danmark haft en form for forsikringssystem blandt de to store byerhverv håndværk og handel, der sikrede økonomisk støtte til medlemmerne af et Laug i forbindelse med sygdom og begravelse. Det havde omkring år 1800 i nogen grad udviklet sig til et system med faste medlemsbidrag og ydelser (sygepenge, lægehjælp, medicin). Brandes ønskede at ensrette og standardisere dette system efter fransk forbillede og udbrede det til hele befolkningen. I 1861 udgav han skriftet Om Fattigdommens tiltagen i Kjøbenhavn og Om Sygekasser som et af midlerne til at standse denne. Han var tilhænger af den liberalistiske tanke om "selvhjælp" og ønskede derfor, at sygekassernes økonomi skulle være rent privat og medlemskab frivilligt. I 1861-62 og 1865-66 havde han sæde i de to første kommissorier som Indenrigsministeriet nedsatte med henblik på udarbejdelse af en eventuel sygekasselov.

## Virke til fremme af sygeplejen
På sin studierejse til Frankrig 1845-46 fik Brandes lejlighed til at iagttage sygeplejen ved de parisiske hospitaler. Den blev i mange tilfælde varetaget af den civile søsterorden De Barmhjertige Søstre og var langt mere professionel og human end den danske "sygepleje" på Frederiks Hospital og Almindelig Hospital. Den danske sygepleje blev udført af rå stuekoner og vågekoner, som blev rekrutteret fra samfundets laveste sociale lag og var uden uddannelse eller forkundskaber. 
Idéen til at reformere den danske sygepleje slog for alvor rod i Brandes efter at Kjøbenhavns Sygehjem var opført i 1859. Han tænkte, at stedet også måtte kunne anvendes som sygeplejeskole. Han besluttede dog, at det var bedst at vente til han havde en overlægestilling ved et hospital. Det fik han i september 1863 ved Almindeligt Hospital. I 1868 begyndte han at undervise de første 3 kvinder.
For Brandes humane ånd, der gjorde ham elsket på sit hospital, lå det nær at søge at få sygeplejen forbedret, ikke mindst på hospitalerne, hvor den indtil 1870'erne stod overordentlig lavt. Brandes arbejdede derfor ivrigt for at få en forbedring gennemført, navnlig ved at få damer af bedre stand som sygeplejersker, og hans foredrag herom på det skandinaviske naturforskermøde 1872 gav stødet til, at en sådan forandring virkelig blev gennemført.
I 1882 udgav Brandes en bog om sygepleje i hjemmet og han underviste ligeledes i det. Hans mest betydningsfulde elev blev Ida Johnsen (1844-1924), der regnes for hjemmesygeplejens grundlægger i Danmark.

## Kjøbenhavns Sygehjem
I efteråret 1851 besluttede Brandes, at han ville arbejde for en Stiftelse for Syge af Borger og Embedsstanden. Årsagen var den, at han havde set mange eksempler på ulykkelige skæbner blandt middelklassens kronisk syge, der endte under fattigvæsenets Lemmestiftelse på Almindeligt Hospital, når de på grund af helbredsmæssige problemer ikke kunne forsørge sig selv. Det gjaldt især enlige. 
Med hjælp fra nogle af sine venner, med hvem han dannede en komité, og ved hjælp af indsamlinger og et lotteri fik han indsamlet midler til opførelse af et sygehjem på Rolighedsvej på Frederiksberg udenfor København. Sygehjemmet stod færdigt i maj 1859. I 1922 flyttede det til Ordrup. I 1951 tog det navneforandring til Københavns og Omegnens Sygehjem. 

## Hædersbevisninger
Brandes blev titulær professor i 1869, etatsråd i 1891, Ridder af Dannebrog 1859, Dannebrogsmand 1888.

## Gravsted
Han er begravet på Mosaisk Vestre Begravelsesplads. Der findes en buste af Aksel Hansen 1895 foran Københavns Sygehjem i Ordrup. Træsnit 1884 og efter fotografi 1885.